# Ейн-Ябруд
Ейн-Ябруд (араб. عين يبرود) — палестинське місто в мухафазі Рамалла та аль-Біра у центральній частині Західного берега Йордану. Розташоване приблизно за 7 км на північний схід від міста Рамалла і лежить на висоті 800 м над рівнем моря. За даними Палестинського центрального статистичного бюро (PCBS), у 2007 році в місті проживало 3000 осіб

## Історія
У місті знайдено залишки елліністичної, римської та візантійської епох. Тут розкопано могилу з трьома аркосоліями та монетами часів правління Костянтина Великого .
Також були знайдені уламки епохи Омеядів, хрестоносців / Айюбідів і мамлюків.
Арабський географ Якут писав про Ейн-Ябруд і сусіднє село Ябруд: «Село, що лежить на північ від Єрусалиму, на дорозі зі Святого міста до Набула, між яким і Ябрудом знаходиться Кафар-Натха. Має сади й виноградники, оливкові й сумахові дерева»

### Османська епоха
Ейн-Ябруд, як і решта Палестини, був включений до складу Османської імперії в 1517 році, а в переписі 1596 року село було зазначено в нахії Кудс ліви Кудс під назвою «Айн Ібруд» . У поселення нараховувалося 24 двори, усі мусульмани. Жителі села сплачували фіксовану ставку податку у розмірі 33,3 % на різні сільськогосподарські продукти, такі як пшениця, ячмінь, оливкові дерева, виноградники, фруктові дерева, кози та/або вулики, крім «випадкових доходів»; всього 8700 акче.
У 1838 році американський географ Едвард Робінсон відзначив Ейн Ябруд «на вершині пагорба». Далі було зазначено, що це мусульманське село, розташоване в регіоні Бені-Муррах, на північ від Єрусалиму.
У 1863 році французький мандрівник Віктор Герен написав, що в ньому проживало 800 жителів. Він також зазначив, що ряд будинків побудовано з матеріалів античної епохи.
В офіційному османському списку сіл приблизно за 1870 рік вказано, що в селі було 66 будинків і 282 населення, хоча в підрахунок населення включалися лише чоловіки. Далі було зазначено, що поселення розташоване за годину їзди на північ від Бейтіна.
У 1882 році в Огляді Західної Палестини Фонду дослідження Палестини описано Айн-Єбруд як «село середнього розміру на вершині пагорба, добре побудоване, в оточенні прекрасних оливкових гаїв, з криницею на північному сході».
У 1896 році населення Айн-Джабруда становило приблизно 573 особи.

### Епоха британського мандату
За переписом населення Палестини 1922 року, проведеним британськими мандатними органами, населення села налічувало 576 мусульман, а за переписом 1931 року воно зросло до 788 мешканців у 178 будинках.
За статистикою 1945 року в Ейн-Ябруді проживало 930 мусульман, а загальна площа землі — 11 488 дунамів. 3151 дунам припадало на плантації та зрошувані землі, 3632 — на зернові тоді як 88 дунам були забудованими територіями.

### Йорданійська епоха
Після арабо-ізраїльської війни 1948 року та після угод про перемир'я 1949 року Ейн-Ябруд перейшов під владу Йорданії. Йорданія анексувала землі Ейн-Ябруда і сусіднього Сільвада для будівництва військового табору перед Шестиденною війною .
Йорданський перепис 1961 року виявив 1501 жителя в Ейн-Ябруді.

### Після 1967 року
Після Шестиденної війни 1967 року Ейн-Ябруд перебував під ізраїльською окупацією.
Після угод 1995 року 34,3 % сільських земель віднесено до зони В, а решта 65,7 % віднесено до зони С.
Ізраїль конфіскував землю у Ейн-Ябруда для двох своїх поселень: 1252 дунам для Офра і 137 дунамів для Бейт-Ель.
Земля, що належить жителям села, була використана для будівництва сотень споруд для сусіднього ізраїльського поселення Офра.